# Hemilissa gummosa
Hemilissa gummosa là một loài bọ cánh cứng trong họ Cerambycidae.